# Tổng tư lệnh
Tổng tư lệnh (總司令) được dùng để chỉ người nắm giữ chức vụ chỉ huy quân đội, hay mở rộng là toàn bộ các lực lượng vũ trang trên một khu vực địa lý cấp quốc gia hoặc tương đương. Trong tổ chức quân sự của một quốc gia, Tổng tư lệnh là chức vụ cao nhất. Chức vụ Tổng tư lệnh của một quốc gia thường do Nguyên thủ quốc gia đó nắm giữ, tùy thuộc theo thiết chế chính trị như: Tổng thống, Chủ tịch nước, Quốc vương, Nữ hoàng, Nhà lãnh đạo, Lãnh tụ tối cao, Tổng Bí thư,... Một số trường hợp do thủ tướng (không phải nguyên thủ quốc gia) là người đứng đầu chính phủ làm Tổng tư lệnh như trường hợp của Nhật Bản.

## Việt Nam
Ở Việt Nam, Đại tướng Võ Nguyên Giáp là người duy nhất giữ chức vụ Tổng Tư lệnh Quân đội nhân dân Việt Nam nhưng đến hiện tại chức vụ này đã bị bãi bỏ.
Hiện nay, các chức danh lãnh đạo của lực lượng vũ trang nhân dân gồm:
- Tổng Bí thư (kiêm nhiệm Bí thư Quân ủy Trung ương) là lãnh đạo cao nhất của Quân đội nhân dân.
- Chủ tịch nước (kiêm nhiệm Chủ tịch Hội đồng Quốc phòng và An ninh) giữ quyền thống lĩnh lực lượng vũ trang nhân dân.[1]
- Thủ tướng Chính phủ (kiêm nhiệm Phó Chủ tịch Hội đồng Quốc phòng và An ninh) giữ quyền phó thống lĩnh lực lượng vũ trang nhân dân.
- Bộ trưởng Bộ Quốc phòng (kiêm nhiệm Phó Bí thư Quân ủy Trung ương) là người chỉ huy cao nhất trong Quân đội nhân dân và Dân quân tự vệ.
- Bộ trưởng Bộ Công an (kiêm nhiệm Bí thư Đảng ủy Công an Trung ương) là người chỉ huy cao nhất trong Công an nhân dân.